# كيس هيمسكيرك
كيس هيمسكيرك (بالهولندية: Kees Heemskerk)‏ هو لاعب كرة قدم هولندي في مركز حراسة المرمى، ولد في 2 مايو 1991 في زانستاد في هولندا. لعب مع دين بوستش.

## وصلات خارجية
- كيس هيمسكيرك على موقع قاعدة بيانات كرة القدم.إي يو (الإنجليزية)
- كيس هيمسكيرك على موقع Soccerway.com (الإنجليزية)
- كيس هيمسكيرك على موقع عالم كرة القدم.نت (الإنجليزية)